# Fiasítás
A fiasítás az állattenyésztésben használatos fogalom, elsősorban a halakra és a méhekre vonatkoztatják „gondoskodásával elősegíti, hogy szaporodjék” értelemben. Az anyaméhnél azt a folyamatot nevezik így, amikor a petézést megkezdi, a szaporodást megindítja. Még madaraknál is használatos a költésre, hangyáknál a petékre, lárvákra és hangyatojásokra.